# Дел Рио (Тексас)
Дел Рио (енгл. Del Rio) град је у америчкој савезној држави Тексас. Налази се у округу Вал Верди, чије је седиште. По попису становништва из 2010. у њему је живело 35.591 становника.

## Демографија
Према попису становништва из 2010. у граду је живело 35.591 становника, што је 1.724 (5,1%) становника више него 2000. године.
| Група             | 2000.          | 2010.          |
| Белци             | 5.648 (16,7%)  | 4.898 (13,8%)  |
| Афроамериканци    | 409 (1,2%)     | 528 (1,5%)     |
| Азијати           | 166 (0,5%)     | 172 (0,5%)     |
| Хиспаноамериканци | 27.446 (81,0%) | 29.927 (84,1%) |
| Укупно            | 33.867         | 35.591         |